# (300085) 2006 UF226
(300085) 2006 UF226 es un asteroide perteneciente al cinturón de asteroides, descubierto el 20 de octubre de 2006 por el equipo del Near Earth Asteroid Tracking desde el Observatorio del Monte Palomar, Estados Unidos.

## Designación y nombre
Designado provisionalmente como 2006 UF226.

## Características orbitales
2006 UF226 está situado a una distancia media del Sol de 3,029 ua, pudiendo alejarse hasta 3,237 ua y acercarse hasta 2,821 ua. Su excentricidad es 0,068 y la inclinación orbital 15,27 grados. Emplea 1925,94 días en completar una órbita alrededor del Sol.

## Características físicas
La magnitud absoluta de 2006 UF226 es 15,6. Tiene 4,476 km de diámetro y su albedo se estima en 0,08.